# Puchar Świata w lotach narciarskich 2012/2013
Puchar Świata w lotach narciarskich 2012/2013 – 16. edycja Pucharu Świata w lotach narciarskich (stanowiącego część Pucharu Świata w skokach narciarskich), która rozpoczęła się 26 stycznia 2013 w Vikersund, a zakończyła się 24 marca 2013 w Planicy. Rozegrano 7 konkursów indywidualnych oraz 2 drużynowe.

## Kalendarz zawodów
| Lp.                                                                  | Data                                                                 | Miejscowość                                                          | HS                                                                   | Uwagi                                                                | 1. miejsce                                                                    | 2. miejsce                                                                              | 3. miejsce                                                                         |
| -------------------------------------------------------------------- | -------------------------------------------------------------------- | -------------------------------------------------------------------- | -------------------------------------------------------------------- | -------------------------------------------------------------------- | ----------------------------------------------------------------------------- | --------------------------------------------------------------------------------------- | ---------------------------------------------------------------------------------- |
| 1.                                                                   | 26 stycznia 2013                                                     | Vikersund                                                            | HS-225                                                               | –                                                                    | Gregor Schlierenzauer                                                         | Simon Ammann                                                                            | Robert Kranjec                                                                     |
| 2.                                                                   | 27 stycznia 2013                                                     | Vikersund                                                            | HS-225                                                               | –                                                                    | Robert Kranjec                                                                | Michael Neumayer                                                                        | Gregor Schlierenzauer                                                              |
| 3.                                                                   | 3 lutego 2013                                                        | Harrachov                                                            | HS-205                                                               | [ a ]                                                                | Gregor Schlierenzauer                                                         | Robert Kranjec                                                                          | Jan Matura                                                                         |
| 4.                                                                   | 3 lutego 2013                                                        | Harrachov                                                            | HS-205                                                               | [ b ]                                                                | Gregor Schlierenzauer                                                         | Jan Matura                                                                              | Jurij Tepeš                                                                        |
| 5.                                                                   | 16 lutego 2013                                                       | Oberstdorf                                                           | HS-213                                                               | –                                                                    | Richard Freitag                                                               | Andreas Stjernen                                                                        | Gregor Schlierenzauer                                                              |
| 6.                                                                   | 17 lutego 2013                                                       | Oberstdorf                                                           | HS-213                                                               | druż.                                                                | Norwegia 1. Anders Jacobsen 2. Tom Hilde 3. Anders Bardal 4. Andreas Stjernen | Austria 1. Stefan Kraft 2. Wolfgang Loitzl 3. Martin Koch 4. Gregor Schlierenzauer      | Słowenia 1. Jurij Tepeš 2. Robert Kranjec 3. Jaka Hvala 4. Peter Prevc             |
| 7.                                                                   | 22 marca 2013                                                        | Planica                                                              | HS-215                                                               | –                                                                    | Gregor Schlierenzauer                                                         | Peter Prevc                                                                             | Piotr Żyła                                                                         |
| 8.                                                                   | 23 marca 2013                                                        | Planica                                                              | HS-215                                                               | druż.                                                                | Słowenia 1. Jurij Tepeš 2. Peter Prevc 3. Andraž Pograjc 4. Robert Kranjec    | Norwegia 1. Rune Velta 2. Kim René Elverum Sorsell 3. Anders Bardal 4. Andreas Stjernen | Austria 1. Wolfgang Loitzl 2. Stefan Kraft 3. Martin Koch 4. Gregor Schlierenzauer |
| 9.                                                                   | 24 marca 2013                                                        | Planica                                                              | HS-215                                                               | –                                                                    | Jurij Tepeš                                                                   | Rune Velta                                                                              | Peter Prevc                                                                        |
| Puchar Świata w lotach narciarskich 2012/2013 – klasyfikacja końcowa | Puchar Świata w lotach narciarskich 2012/2013 – klasyfikacja końcowa | Puchar Świata w lotach narciarskich 2012/2013 – klasyfikacja końcowa | Puchar Świata w lotach narciarskich 2012/2013 – klasyfikacja końcowa | Puchar Świata w lotach narciarskich 2012/2013 – klasyfikacja końcowa | Gregor Schlierenzauer                                                         | Robert Kranjec                                                                          | Andreas Stjernen                                                                   |

## Klasyfikacja generalna
| Miejsce | Imię i nazwisko          | Reprezentacja     | Vikersund 26/01/2013 | Vikersund 26/01/2013 | Vikersund 27/01/2013 | Vikersund 27/01/2013 | Harrachov 03/02/2013 | Harrachov 03/02/2013 | Harrachov 03/02/2013 | Harrachov 03/02/2013 | Oberstdorf 16/02/2013 | Oberstdorf 16/02/2013 | Planica 22/03/2013 | Planica 22/03/2013 | Planica 24/03/2013 | Planica 24/03/2013 | Punkty w klasyfikacji generalnej |
| Miejsce | Imię i nazwisko          | Reprezentacja     | Miejsce              | Punkty               | Miejsce              | Punkty               | Miejsce              | Punkty               | Miejsce              | Punkty               | Miejsce               | Punkty                | Miejsce            | Punkty             | Miejsce            | Punkty             | Punkty w klasyfikacji generalnej |
| ------- | ------------------------ | ----------------- | -------------------- | -------------------- | -------------------- | -------------------- | -------------------- | -------------------- | -------------------- | -------------------- | --------------------- | --------------------- | ------------------ | ------------------ | ------------------ | ------------------ | -------------------------------- |
| 1       | Gregor Schlierenzauer    | Austria           | 1                    | 100                  | 3                    | 60                   | 1                    | 100                  | 1                    | 100                  | 3                     | 60                    | 1                  | 100                | 11                 | 24                 | 544                              |
| 2       | Robert Kranjec           | Słowenia          | 3                    | 60                   | 1                    | 100                  | 2                    | 80                   | 4                    | 50                   | 8                     | 32                    | 5                  | 45                 | 6                  | 40                 | 407                              |
| 3       | Andreas Stjernen         | Norwegia          | 4                    | 50                   | 8                    | 32                   | 4                    | 50                   | 5                    | 45                   | 2                     | 80                    | 7                  | 36                 | 13                 | 20                 | 313                              |
| 4       | Jurij Tepeš              | Słowenia          | 9                    | 29                   | 5                    | 45                   | 15                   | 16                   | 3                    | 60                   | 18                    | 13                    | 6                  | 40                 | 1                  | 100                | 303                              |
| 5       | Peter Prevc              | Słowenia          | 26                   | 5                    | 5                    | 45                   | 5                    | 45                   | 20                   | 11                   | 4                     | 50                    | 2                  | 80                 | 3                  | 60                 | 296                              |
| 6       | Jan Matura               | Czechy            | 11                   | 24                   | 11                   | 24                   | 3                    | 60                   | 2                    | 80                   | –                     | –                     | 10                 | 26                 | 12                 | 22                 | 236                              |
| 7       | Michael Neumayer         | Niemcy            | 8                    | 32                   | 2                    | 80                   | 7                    | 36                   | 14                   | 18                   | 10                    | 26                    | 31                 | 0                  | 10                 | 26                 | 218                              |
| 8       | Piotr Żyła               | Polska            | 6                    | 40                   | 10                   | 26                   | 22                   | 9                    | 13                   | 20                   | –                     | –                     | 3                  | 60                 | 5                  | 45                 | 200                              |
| 9       | Kamil Stoch              | Polska            | 5                    | 45                   | 7                    | 36                   | 9                    | 29                   | 8                    | 32                   | –                     | –                     | 11                 | 24                 | 8                  | 32                 | 198                              |
| 10      | Simon Ammann             | Szwajcaria        | 2                    | 80                   | 4                    | 50                   | 11                   | 24                   | 6                    | 40                   | –                     | –                     | –                  | –                  | –                  | –                  | 194                              |
| 11      | Wolfgang Loitzl          | Austria           | 13                   | 20                   | 12                   | 22                   | 7                    | 36                   | 7                    | 36                   | 15                    | 16                    | 20                 | 11                 | 14                 | 18                 | 159                              |
| 12      | Severin Freund           | Niemcy            | 10                   | 26                   | 9                    | 29                   | –                    | –                    | –                    | –                    | 9                     | 29                    | 9                  | 29                 | 9                  | 29                 | 142                              |
| 13      | Richard Freitag          | Niemcy            | 18                   | 13                   | 20                   | 11                   | –                    | –                    | –                    | –                    | 1                     | 100                   | 40                 | 0                  | 20                 | 11                 | 135                              |
| 14      | Rune Velta               | Norwegia          | 17                   | 14                   | 13                   | 20                   | –                    | –                    | 28                   | 3                    | 25                    | 6                     | 25                 | 6                  | 2                  | 80                 | 129                              |
| 15      | Martin Koch              | Austria           | 14                   | 18                   | 16                   | 15                   | 10                   | 26                   | 9                    | 29                   | 19                    | 12                    | 21                 | 10                 | 15                 | 16                 | 126                              |
| 16      | Maciej Kot               | Polska            | 16                   | 15                   | 14                   | 18                   | 16                   | 15                   | 16                   | 15                   | –                     | –                     | 8                  | 32                 | 18                 | 13                 | 108                              |
| 17      | Noriaki Kasai            | Japonia           | –                    | –                    | –                    | –                    | –                    | –                    | –                    | –                    | –                     | –                     | 4                  | 50                 | 4                  | 50                 | 100                              |
| 17      | Anders Jacobsen          | Norwegia          | 7                    | 36                   | 21                   | 10                   | –                    | –                    | –                    | –                    | 5                     | 45                    | 22                 | 9                  | –                  | –                  | 100                              |
| 19      | Jaka Hvala               | Słowenia          | –                    | –                    | –                    | –                    | 6                    | 40                   | 11                   | 24                   | 14                    | 18                    | –                  | –                  | –                  | –                  | 82                               |
| 19      | Anders Bardal            | Norwegia          | 12                   | 25                   | 17                   | 14                   | –                    | –                    | –                    | –                    | 16                    | 15                    | 15                 | 16                 | 16                 | 15                 | 82                               |
| 21      | Anders Fannemel          | Norwegia          | 15                   | 16                   | 19                   | 12                   | 12                   | 22                   | 12                   | 22                   | 32                    | 0                     | 26                 | 5                  | 27                 | 4                  | 81                               |
| 22      | Daiki Itō                | Japonia           | –                    | –                    | –                    | –                    | –                    | –                    | –                    | –                    | 6                     | 40                    | 12                 | 22                 | 17                 | 14                 | 76                               |
| 23      | Tom Hilde                | Norwegia          | 20                   | 11                   | 22                   | 9                    | –                    | –                    | –                    | –                    | 7                     | 36                    | –                  | –                  | 25                 | 6                  | 61                               |
| 24      | Michael Hayböck          | Austria           | 19                   | 12                   | 18                   | 13                   | 23                   | 8                    | 17                   | 14                   | 27                    | 4                     | –                  | –                  | 29                 | 2                  | 53                               |
| 25      | Antonín Hájek            | Czechy            | 39                   | 0                    | –                    | –                    | 17                   | 14                   | 29                   | 2                    | 13                    | 20                    | 18                 | 14                 | –                  | –                  | 49                               |
| 26      | Vincent Descombes Sevoie | Francja           | 29                   | 2                    | 26                   | 5                    | 27                   | 4                    | 22                   | 9                    | 21                    | 10                    | 14                 | 18                 | –                  | –                  | 48                               |
| 27      | Čestmír Kožíšek          | Czechy            | 23                   | 8                    | –                    | –                    | 13                   | 20                   | 15                   | 16                   | 29                    | 2                     | –                  | –                  | –                  | –                  | 46                               |
| 28      | Sebastian Colloredo      | Włochy            | –                    | –                    | –                    | –                    | 18                   | 13                   | 10                   | 26                   | –                     | –                     | 33                 | 0                  | 26                 | 5                  | 44                               |
| 29      | Maximilian Mechler       | Niemcy            | 21                   | 10                   | 15                   | 16                   | 20                   | 11                   | 25                   | 6                    | 38                    | 0                     | –                  | –                  | –                  | –                  | 43                               |
| 30      | Krzysztof Miętus         | Polska            | 25                   | 6                    | 23                   | 8                    | 14                   | 18                   | 21                   | 10                   | –                     | –                     | 36                 | 0                  | –                  | –                  | 42                               |
| 31      | Dienis Korniłow          | Rosja             | –                    | –                    | –                    | –                    | –                    | –                    | –                    | –                    | –                     | –                     | –                  | –                  | 6                  | 40                 | 40                               |
| 32      | Stefan Kraft             | Austria           | –                    | –                    | –                    | –                    | –                    | –                    | –                    | –                    | 11                    | 24                    | 27                 | 4                  | 22                 | 9                  | 37                               |
| 32      | Władimir Zografski       | Bułgaria          | –                    | –                    | –                    | –                    | –                    | –                    | –                    | –                    | 12                    | 22                    | 16                 | 15                 | –                  | –                  | 37                               |
| 34      | Mackenzie Boyd-Clowes    | Kanada            | 24                   | 7                    | 30                   | 1                    | 19                   | 12                   | 24                   | 7                    | –                     | –                     | –                  | –                  | –                  | –                  | 27                               |
| 35      | Kaarel Nurmsalu          | Estonia           | 37                   | 0                    | 38                   | 0                    | –                    | –                    | –                    | –                    | 26                    | 5                     | 13                 | 20                 | –                  | –                  | 25                               |
| 35      | Kim René Elverum Sorsell | Norwegia          | –                    | –                    | –                    | –                    | 28                   | 3                    | 47                   | 0                    | 17                    | 14                    | 23                 | 8                  | –                  | –                  | 25                               |
| 37      | Andraž Pograjc           | Słowenia          | –                    | –                    | –                    | –                    | –                    | –                    | –                    | –                    | –                     | –                     | 17                 | 14                 | 24                 | 7                  | 21                               |
| 37      | Olli Muotka              | Finlandia         | 22                   | 9                    | 29                   | 2                    | 21                   | 10                   | 35                   | 0                    | 34                    | 0                     | –                  | –                  | –                  | –                  | 21                               |
| 39      | Lukáš Hlava              | Czechy            | –                    | –                    | –                    | –                    | 26                   | 5                    | 31                   | 0                    | –                     | –                     | 28                 | 3                  | 19                 | 12                 | 20                               |
| 40      | Gregor Deschwanden       | Szwajcaria        | 26                   | 5                    | 24                   | 7                    | 32                   | 0                    | 40                   | 0                    | –                     | –                     | 24                 | 7                  | –                  | –                  | 19                               |
| 41      | Andreas Wank             | Niemcy            | 28                   | 3                    | 25                   | 6                    | 39                   | 0                    | 37                   | 0                    | 23                    | 8                     | –                  | –                  | 30                 | 1                  | 18                               |
| 42      | Dawid Kubacki            | Polska            | 32                   | 0                    | 28                   | 3                    | 30                   | 1                    | 34                   | 0                    | –                     | –                     | 35                 | 0                  | 21                 | 10                 | 14                               |
| 42      | Taku Takeuchi            | Japonia           | –                    | –                    | –                    | –                    | –                    | –                    | –                    | –                    | 22                    | 9                     | 29                 | 2                  | 28                 | 3                  | 14                               |
| 44      | Roman Koudelka           | Czechy            | –                    | –                    | –                    | –                    | 38                   | 0                    | 18                   | 13                   | –                     | –                     | –                  | –                  | –                  | –                  | 13                               |
| 45      | Marinus Kraus            | Niemcy            | 36                   | 0                    | 36                   | 0                    | 33                   | 0                    | 19                   | 12                   | –                     | –                     | –                  | –                  | –                  | –                  | 12                               |
| 45      | Andreas Wellinger        | Niemcy            | –                    | –                    | –                    | –                    | –                    | –                    | –                    | –                    | 35                    | 0                     | 19                 | 12                 | –                  | –                  | 12                               |
| 47      | Karl Geiger              | Niemcy            | –                    | –                    | –                    | –                    | –                    | –                    | –                    | –                    | 20                    | 11                    | 34                 | 0                  | –                  | –                  | 11                               |
| 48      | Manuel Fettner           | Austria           | –                    | –                    | –                    | –                    | –                    | –                    | –                    | –                    | –                     | –                     | 30                 | 1                  | 23                 | 8                  | 9                                |
| 49      | Felix Schoft             | Niemcy            | –                    | –                    | –                    | –                    | 36                   | 0                    | 23                   | 8                    | –                     | –                     | –                  | –                  | –                  | –                  | 8                                |
| 49      | Fredrik Bjerkeengen      | Norwegia          | –                    | –                    | –                    | –                    | 24                   | 7                    | 30                   | 1                    | –                     | –                     | –                  | –                  | –                  | –                  | 8                                |
| 51      | Yūta Watase              | Japonia           | –                    | –                    | –                    | –                    | –                    | –                    | –                    | –                    | 24                    | 7                     | 37                 | 0                  | –                  | –                  | 7                                |
| 51      | Lukas Müller             | Austria           | 30                   | 1                    | –                    | –                    | 25                   | 6                    | 46                   | 0                    | –                     | –                     | –                  | –                  | –                  | –                  | 7                                |
| 53      | Davide Bresadola         | Włochy            | 34                   | 0                    | –                    | –                    | 35                   | 0                    | 26                   | 5                    | –                     | –                     | –                  | –                  | –                  | –                  | 5                                |
| 54      | Andrea Morassi           | Włochy            | –                    | –                    | 27                   | 4                    | –                    | –                    | 33                   | 0                    | –                     | –                     | –                  | –                  | –                  | –                  | 4                                |
| 54      | Peter Frenette           | Stany Zjednoczone | 31                   | 0                    | 31                   | 0                    | 34                   | 0                    | 27                   | 4                    | –                     | –                     | –                  | –                  | –                  | –                  | 4                                |
| 56      | Reruhi Shimizu           | Japonia           | –                    | –                    | –                    | –                    | –                    | –                    | –                    | –                    | 28                    | 3                     | –                  | –                  | –                  | –                  | 3                                |
| 57      | Matjaž Pungertar         | Słowenia          | 38                   | 0                    | 33                   | 0                    | 29                   | 2                    | 36                   | 0                    | –                     | –                     | 32                 | 0                  | –                  | –                  | 2                                |
| 58      | Krzysztof Biegun         | Polska            | –                    | –                    | –                    | –                    | –                    | –                    | –                    | –                    | 30                    | 1                     | –                  | –                  | –                  | –                  | 1                                |